# フリブ (ヘシェリ氏)
フリブ (満文：ᡥᡡᡵᡳᠪᡠ, 転写：hūribu, 漢文：胡理布、瑚里布、瑚里布など) は、清代女真人。ホド･ムハリャン地方ヘシェリ氏。康熙朝四大臣の一人ソニンや康熙帝正室孝誠仁皇后などを輩出したドゥインゲ地方ヘシェリ氏とは血族にあたる。明朝征討、李自成討伐、南明桂王討伐、三藩の乱鎮圧といった清初の主要な戦役で活躍した。

## 略歴
正紅旗人。父・吳巴海ウバハイは太祖ヌルハチがイェヘを討伐した頃に帰順した。一族壮丁はニルに編成され、ウバハイはその長官、ニルイ･エジェン (後のニルイ･ジャンギン：佐領)に任命された。父の死後、襲職したフリブは、太宗ホンタイジにより天聡5年 (1631) に一等侍衛ヒヤ、続いてガブシヒヤン･ジャンギン (後の前鋒参領)に任命された。

### 征討明兵

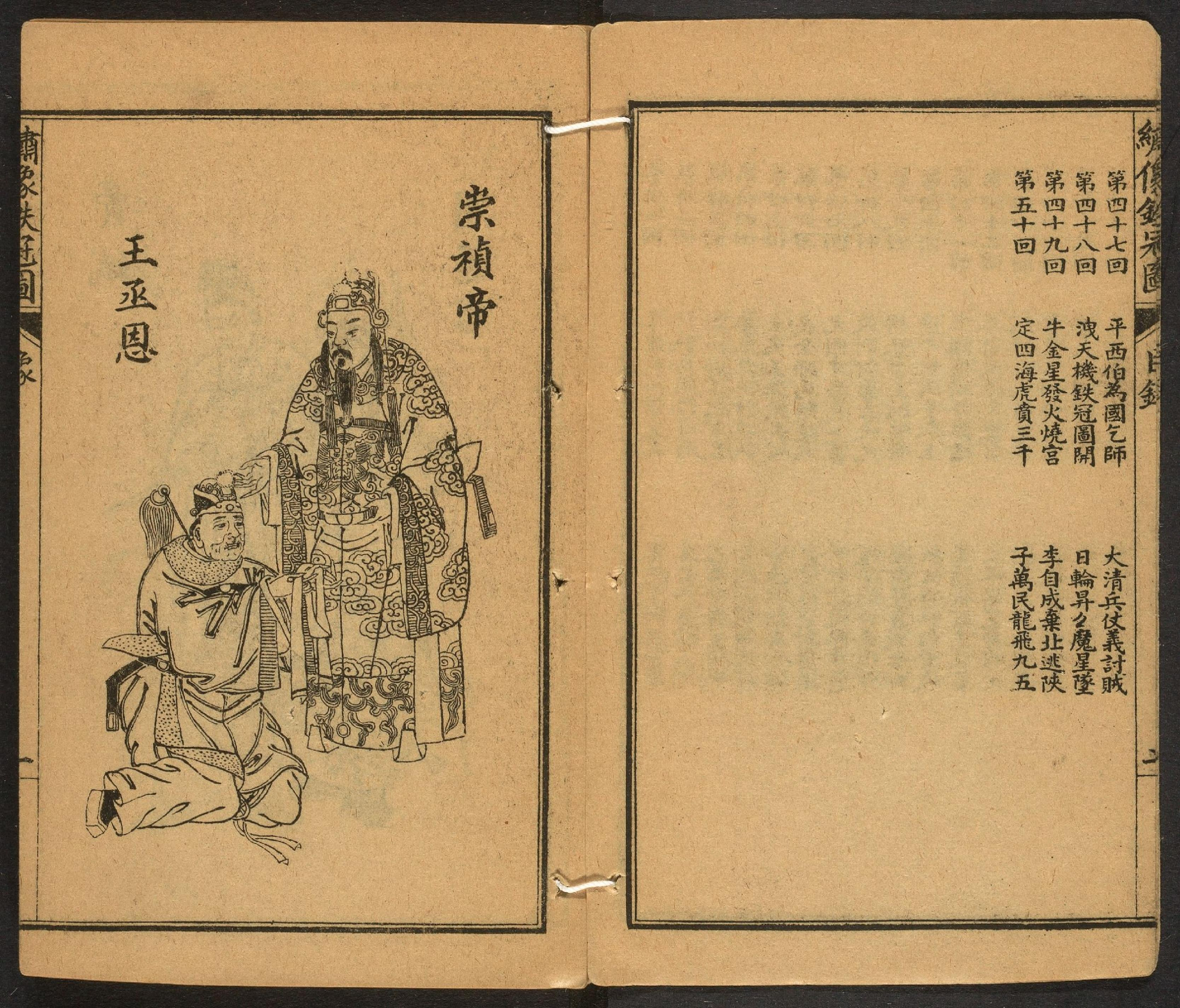
明末崇禎帝 (Harvard Univ. Lib.所蔵『繡像鐵冠圖』より)

崇徳3年 (1638)、ベイレ・岳託ヨトの征明に従軍。密雲 (現北京市密雲区) 東北、毀牆子嶺不詳の辺境から侵入し、バヤライ･ジャランイ･ジャンギン (後の護軍参領)魯克都らと明軍歩騎兵を破り、馬や駱駝百餘頭を鹵獲した。
崇徳6年 (1641)、錦州府 (現遼寧省錦州市一帯?) 攻撃に従軍。松山城 (現遼寧省錦州市太和区松山鎮?) に立て籠る明総督・洪承疇に対し、ガブシヒヤンイ･ガライ･アンバン (後の前鋒統領)勞薩ロサらと塹壕を越え、応戦する敵兵を破り、さらにジャランイ･ジャンギン (後の参領)のトゥンギャ氏シテク、布爾遜と杏山 (現遼寧省錦州市太和区杏山?) の敵兵を撃ち、夜闇に紛れて逃亡を図った松山の敵騎兵を海濱沿いで追撃し殲滅した。翌7年 (1642) 旧暦3月、杏山に駐箚していたフリブらの許へ甯遠より来襲した敵騎兵4,000餘りが、清軍の装備をみて逃げ出したため、ガブシヒヤンイ･ガライ･アンバン努山と連山 (現遼寧省葫芦島市連山区?) まで追撃し、ついで沙河から甯遠へ逃亡を図る敵兵500を擊った。
同年旧暦10月、アバタイの征明に従軍。シテクとともに右翼軍に随って長城を踰え、これに続いて大軍も黄崖口 (現天津市薊州区?) より長城を突破した。明総兵・白騰蛟と白広恩は兵を併せ数千人規模で迎撃したが、清軍はこれをも突破し、フリブは薊州から戦捷を奏上した。翌8年 (1643) 旧暦4月、征明軍の帰還にさきがけ、努山、シテク、ジャランイ･ジャンギン瑚沙羅寶らとともに兵90を率いて界嶺口 (現河北省秦皇島市撫寧区?) の偵察に向かい、明兵を大量に捕縛、斬殺した。

### 伐李自成
順治元年 (1644) 冬、英親王・阿濟格アジゲに李自成討伐の命が降ると、フリブも正紅旗の前鋒兵を率いて従軍し、陝西省に赴いた。翌2年 (1645)、綏徳州 (現陝西省楡林市綏徳県) に至ったところを李自成軍に襲撃され、馬数十匹が掠奪された。フリブは嶺まで追撃して流賊を撃ち、馬を奪還したが、しばらくして李自成が湖広に南走した。清軍は李自成を追って安陸府 (現湖北省荊門市一帯) を攻略し、フリブは敵の戦艦を奪取して九宮山 (現湖北省咸寧市通山県) まで至り、五戦五勝を収めた。凱旋後、武勲により半箇牛彔章京ホントホ･ニルイ･ジャンギン(後のトゥワシャラ･ハファン) の世襲職を賜わった。

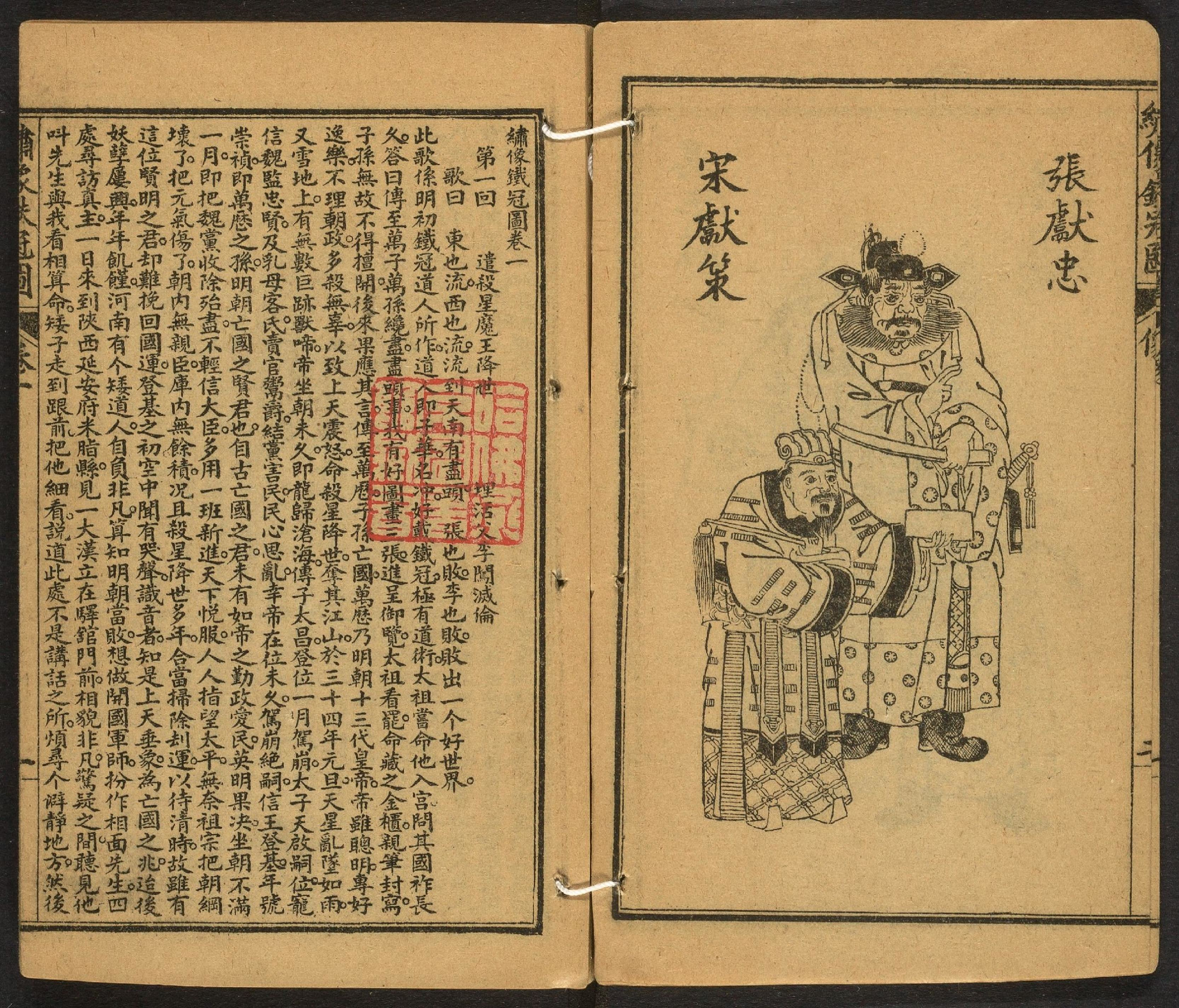
大西皇帝張献忠 (Harvard Univ. Lib.所蔵『繡像鐵冠圖』より)

順治3年 (1646)、粛親王ホーゲの張献忠征討に従軍。反清に転じ蜂起した賀珍の兵を漢中 (現陝西省漢中市) で破り、西充県 (現四川省南充市西充県) に迫ったところで、ジャランイ･ジャンギン席卜臣とともに前鋒40人を率い、檄文を携えて先行した。迎撃に出た流賊の騎兵に突撃して30餘りの首級をあげ、二人の俘虜を得ると、続いて張献忠の陣営に迫り執蠹者を討ち取った。清軍はそのまま前進し、戦闘の末に張献忠を殺害した。フリブはまたグサイ･エジェン (後の都統)準塔とともに遵義府 (現貴州省遵義市一帯) 征討に向かい、璧山県 (現重慶直轄市璧山区) でも数千の流賊兵を斬伐した。
順治6年 (1649)、鄭親王ジルガラン、順承郡王・勒克徳渾の湖南征討に従軍。湘潭 (現湖南省湘潭市湘潭県) を包囲し、衡州府 (現湖南省衡陽市一帯)、道州 (現湖南省永州市一帯)、全州 (現広西壮族自治区桂林市全州県) で多数の敵兵を捕縛、斬伐した。翌7年 (1650) 旧暦9月、二度の恩賞で三等アダハ･ハファン (後の輕車都尉)に昇格し、同10年 (1653) には正紅旗メイレンイ･ジャンギン (後の副都統)に昇任、同13年 (1656) には右翼ガブシヒヤンイ･ガライ･アンバンに転任した。

### 伐明桂王
順治15年 (1658)、信郡王・多尼の貴州征討に従軍。翌16年 (1659)、清軍が雲南を陥落させると、南明桂王 (永暦帝) 朱由榔と統帥・李定国、白文選らはタウングー王朝緬甸 (現ミャンマー聯邦共和国) 方面へ逃亡した。フリブは左翼ガブシヒヤンイ･ガライ･アンバン白爾赫圖とともに永昌 (現雲南省保山市?) に出兵し、潞江を渡って磨盤山で南明軍と交戦の末、騰越州 (現雲南省保山市騰衡市) を陥落させて南甸に迫った。しかし凱旋後、グサイ･エジェン沙里布が磨盤山で伏兵に襲撃されたのを救援できなかったとして叙勲がみおくられ、現状維持とされた。その後、康熙12年 (1673) 旧暦5月、聖祖康熙帝はフリブの活躍を嘉し、太子少師の称号を賜った。

### 伐呉三桂

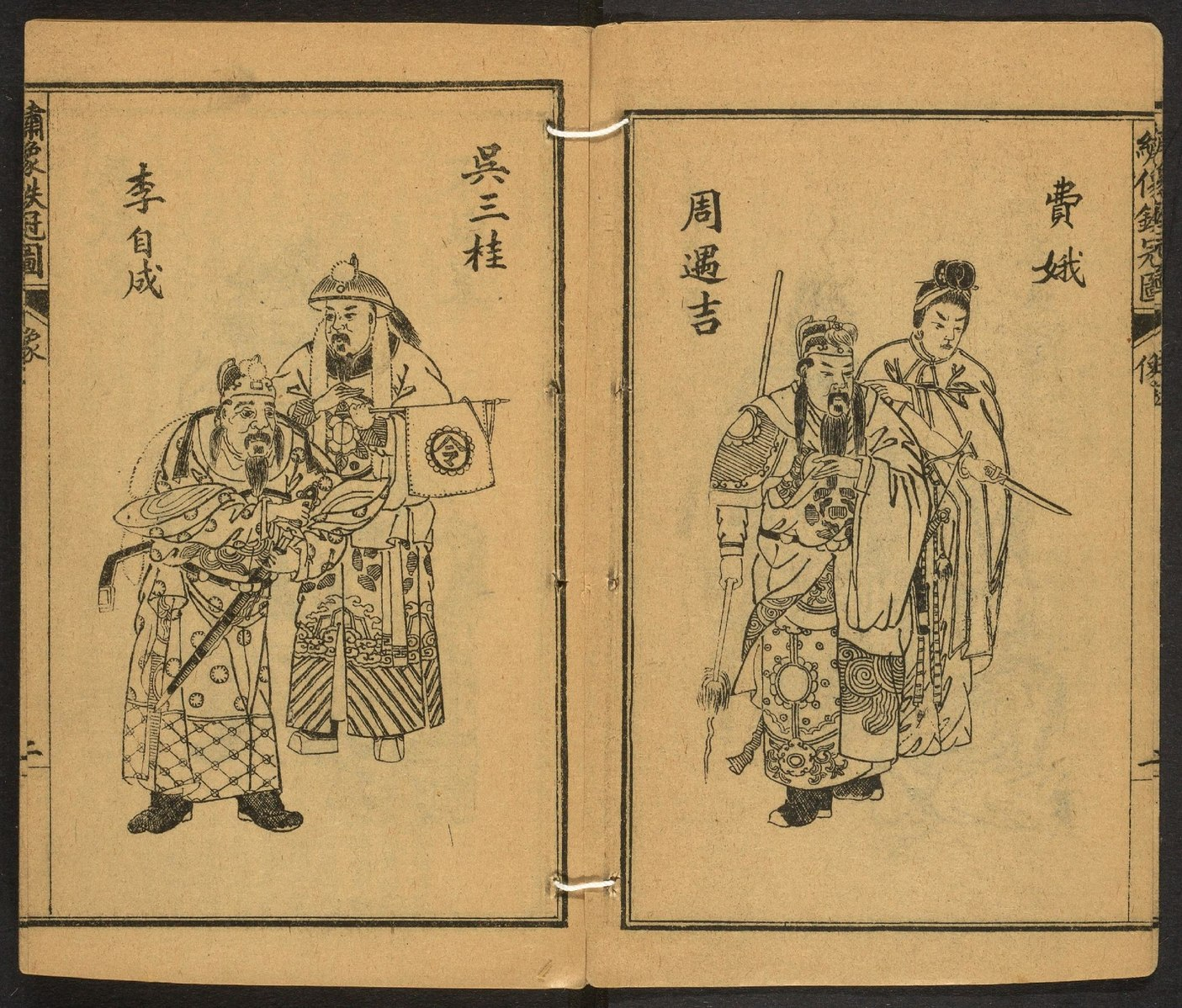
大順皇帝李自成と大周皇帝呉三桂 (Harvard Univ. Lib.所蔵『繡像鐵冠圖』より)

康熙12年 (1673) 旧暦12月、呉三桂が叛乱 (三藩の乱) すると、都統赫葉が安西将軍に任命され、フリブは護軍統領から副将軍に抜擢された。フリブらは禁軍を率いて西安に向かい、駐防将軍・瓦爾喀と合流して征討に出た。
翌13年 (1674) 正月、康熙帝は四川が滇黔 (雲南と貴州) と隣接していることから、叛乱軍の煽動を懸念し、フリブと前鋒統領穆佔に精鋭部隊を編成させ、四川へ転向させた。同年旧暦3月、漢中で落ち合った両軍は、陽平関 (現陝西省漢中市勉県?) を占拠する敵軍を破り、勢いそのままに七盤 (現巴中市巴州区北西部)、朝天 (現広元市朝天区) の二関で敵軍を撃破し、大量の敵兵を捕縛、斬殺した。続いて保寧府 (現四川省北東部) に進軍したが、敵将・呉之茂は多勢を以て抗戦し、清軍は塹壕を掘って対峙し、そのまま半年が経った。康熙帝はベイレ洞鄂を定西大将軍に任命して保寧征討を命じ、フリブは軍務参賛 (将軍補佐)に任命された。
同年旧暦11月、提督・王輔臣が寧羌州 (現陝西省漢中市寧強県) で叛乱し、呉三桂側に寝返った。康熙帝は要地防衛のため、保寧で睨み合いを続けていた兵を撤収させ、時を同じくして赫業らとともに漢中に引き返したフリブは、ついで洞鄂に随い西安に戻った。翌14年 (1675)、敵軍により平涼 (現甘粛省平涼市) と秦州 (現甘粛省天水市秦州区?) が占拠されると、フリブは洞鄂とともに秦州城を包囲し、旧暦4月に失地を恢復した。軍は平涼城から数里の地点に駐箚したが、蜀 (四川) の敵軍と策応した王輔臣軍の前に、接近できないまま徒に年月を費やした。
順治15年 (1676)、康熙帝は膠着状態を打開するため大学士・圖海を洞鄂に代えて撫遠大将軍に任命し、フリブの参賛の職は解かれた。翌16年 (1677)、従軍先で死没。子・剛元が三等輕車都尉を承襲した。

## 族譜
＊　以下の系図は基本的に『八旗滿洲氏族通譜』巻9に拠り、その外の文献に拠ったところ、及び特記事項にのみ脚註を附した。尚、丸括弧 (　) 内の人名は、漢文表記は同巻漢文版に、満洲語の転写表記は同巻満文版に拠った。
-----
系図
ムフル (穆瑚禄muhūlu)：都督。ドゥインゲ地方から後に白河、ハダ･グルンへ遷居。
- 長子・フシムブル (瑚新布禄hūsimbulu)
- 次子・ダンチュ (丹楚dancu)
- 三子・ダジュ (達柱daju)
- 四子・ダイムブル (岱音布禄daimbulu)
- 五子・アイムブル (阿音布禄aimbulu)
- 六子・トリンガ (拖靈阿tolingga)
  - 孫不詳
    - 曾孫父不詳・ウバハイ (吳巴海ubahai)：トリンガ孫。正紅旗人。佐領ニルイ･エジェン[5][注 6]。
      - 玄孫・ナムダイ (納木岱namdai)：ウバハイ子。驍騎校フンデ･ボショク。[22]
      - 玄孫・サイビトゥ (賽畢圖saibitu)：ウバハイ子。防禦。
      - 玄孫・フリブ (瑚理布hūribu)
        - 来孫・剛元 (ガン-ユヮンg'ang-yuwan)[注 7]：フリブ子。前鋒参領ガブシヒヤン･ジャンギン[6]。佐領ニルイ･ジャンギンを兼任。

- 七子・テヘネ (特赫訥tehene) → ドゥインゲ地方ヘシェリ氏
- 八子・ガルジュ･フィヤング (噶爾住･費揚古galju fiyanggü)

## 脚註

### 典拠
1. 1 2  “ᡥᠣᡩᠣ ᠮᡠᡥᠠᠯᡳᠶᠠᠨ ᠪᠠ ᡳ ᡥᡝᡧᡝᡵᡳ ᡥᠠᠯᠠ (ᡥᡡᡵᡳᠪᡠ)”. ᠵᠠᡴᡡᠨ ᡤᡡᠰᠠᡳ ᠮᠠᠨᠵᡠᠰᠠᡳ ᠮᡠᡴᡡᠨ ᡥᠠᠯᠠ ᠪᡝ ᡠᡥᡝᡵᡳ ᡝᠵᡝᡥᡝ ᠪᡳᡨᡥᡝ. 9
2. 1 2  “順治13年3月14日段6451”. 世祖章皇帝實錄. 99. "○以正紅旗滿洲梅勒章京・胡理布、爲前鋒統領｡"
3. 1 2  “和多穆哈連地方赫舍里氏 (吳巴海)”. 八旗滿洲氏族通譜. 9
4. ↑  “列傳45 (瑚里布)”. 清史稿. 258
5. 1 2  “ᠨᡳᡵᡠᡳ ᡝᠵᡝᠨ (nirui ejen)”. 满汉大辞典. p. 263. "〈官〉牛录额真，满洲人始编牛录之前，出兵校猎，每人出一矢，十矢领一以长，其长即牛录额真，自编审牛录后，设牛录额真，以管牛录，遂为官名，清天聪八年 (1634年)，凡梅勒额真以下额真者，均改为章京，牛录额真改称牛录章京。清顺治十七年 (1660年)，定牛录章京汉名为佐领，故佐领有牛录额真、牛录章京之称，秩正四品。"
6. 1 2  “ᡤᠠᠪᠰᡳᡥᡳᠶᠠᠨ ᡳ ᠵᠠᠩᡤᡳᠨ (gabsihiyan i janggin)”. 新满汉大词典. p. 306. "〈官〉前锋参领 (前锋统领下的属官)。"
7. 1 2 3 4 5 6 7 8 9 10 11 12 13 14  “將帥11 (瑚里布)”. 國朝耆獻類徵初編. 271. pp. 119-123
8. ↑  “ᠪᠠᠶᠠᡵᠠᡳ ᠵᠠᠯᠠᠨ ᡳ ᡝᠵᡝᠨ (bayarai jalan i ejen)”. 满汉大辞典. p. 402. "〈官〉巴牙喇扎兰 (甲喇 )额真，护军参领。最初，凡管巴牙喇营扎兰 (甲喇 )者，称为巴牙喇扎兰 (甲喇 )额真，天聪八年谕定巴牙喇扎兰 (甲喇 )额真为巴牙喇扎兰（甲喇）章京，顺治十七年定巴牙喇扎兰 (甲喇 )章京汉名为护军参领，秩正三品。"
9. 1 2 3 4 5  “ᡤᠠᠪᠰᡳᡥᡳᠶᠠᠨ ᡳ ᡤᠠᠯᠠᡳ ᠠᠮᠪᠠᠨ (gabsihiyan i galai amban)”. 满汉大辞典. p. 297. "〈官〉前锋统领，原作噶布什贤噶喇衣昂邦 (按班)，又作噶喇衣什贤噶喇衣昂邦 (按班)，又作噶喇衣昂邦，顺治十七年定噶布什贤噶喇衣昂邦汉字为前锋统领，秩正二品。"
10. 1 2 3  “ᠵᠠᠯᠠᠨ ᡳ ᡝᠵᡝᠨ (jalan i ejen)”. 满汉大辞典. p. 839. "〈官〉甲喇额真，公元1615年编置八旗制后，每五牛录为一甲喇，五甲喇为一固山，每甲喇设甲喇额真一人，以管该甲喇。天聪八年 (1634年)，改梅勒章京以下各额真为章京，定管甲喇者为甲喇章京。顺治八年 (1651年)，定甲喇章京汉名为参领，满名如旧。"
11. ↑  “ᡨᡠᠩᡤᡳᠶᠠ ᠪᠠ ᡳ ᡨᡠᠩᡤᡳᠶᠠ ᡥᠠᠯᠠ (ᠨᡠᠶᠠᠨ)”. ᠵᠠᡴᡡᠨ ᡤᡡᠰᠠᡳ ᠮᠠᠨᠵᡠᠰᠠᡳ ᠮᡠᡴᡡᠨ ᡥᠠᠯᠠ ᠪᡝ ᡠᡥᡝᡵᡳ ᡝᠵᡝᡥᡝ ᠪᡳᡨᡥ. 20
12. ↑  “列傳28 (席特庫)”. 清史稿. 241
13. ↑  “第一篇 滿洲に於ける遼の疆域 (松江州)”. 滿洲歷史地理. 2. pp. 67-68
14. ↑  “第六篇 元明時代の滿洲交通路”. 滿洲歷史地理. 2. pp. 455-456
15. ↑  “ᡨᡠᠸᠠᡧᠠᡵᠠ ᡥᠠᡶᠠᠨ (tuwašara hafan)”. 满汉大辞典. p. 647. "〈官〉云骑尉，原作拖沙喇哈番，顺治八年定拖沙喇哈番为外所千总，系五品世职。"
16. 1 2 3  “ᡤᡡᠰᠠ ᡳ ᡝᠵᡝᠨ (gvsa i ejen)”. 满汉大辞典. p. 319. "〈官〉固山额真 (都统)。清天聪八年定管理固山者为固山额真，顺治十七年定固山额真汉名为都统；雍正元年改固山额真为 gvsa i amban，汉名仍旧；后又改固山昂邦为 gvsa be kadalara amban，秩从一品。"
17. ↑  “ᠠᡩᠠᡥᠠ ᡥᠠᡶᠠᠨ (adaha hafan)”. 满汉大辞典. p. 34. "〈官〉轻车都尉，即三品世职，又作阿达哈哈番。"
18. ↑  “ᠮᡝᡳᡵᡝᠨ ᡳ ᡝᠵᡝᠨ (meiren i ejen)”. 满汉大辞典. "〈官〉梅勒额真，一六一五年编置八旗后，每固山额真下设左右梅勒额真二人以佐之，天聪八年，改梅勒额真以下额真者为章京，管梅勒者为梅勒章京，顺治十七年定梅勒章京汉名为副都统。"
19. ↑   滿名臣傳. 6. p. 735
20. 1 2 3  “列傳45 (瑚里布)”. 清史稿. 258
21. ↑  “【參贊】サムサン”. 新字源. 角川書店. "❷清朝の官名。外蒙・新疆の将軍の補佐。"
22. ↑  “ᡶᡠᠨᡩᡝ ᠪᠣᡧᠣᡴᡡ (funde bošokū)”. 新满汉大词典. p. 297. "〈官〉骁骑校 (清代在八旗佐领下设骁骑校，辅助佐领管理属部)。"

### 註釈
1. ↑  参考：「松山」については白鳥が、赤峰州 (現内蒙古自治区赤峰市) の西に故城があった(らしい)と記している[13]が、「海濱」からは距離がある。現在、遼寧省錦州市内に「松山鎮/松山村」という地名がみえ、「杏山」とともに錦州市太和区に隷属している。「杏山」は鴨緑江から山海関 (現河北省秦皇島市山海関区) に至る旧交通路の駅站の一つで、[14]「海濱」近くに位置し、山海関はその目と鼻の先に在る。
2. ↑  参考：『清史稿』原文「以功進世職三等阿思哈哈番」。「阿思哈哈番」という武爵は存在せず、「阿思哈尼哈番」(後の男爵) か「阿達哈哈番」(後の輕車都尉) のどちらか。『八旗滿洲氏族通譜』『國朝耆獻類徵初編』では「三等輕車都尉」となっているので、ここでは後者を採る。
3. ↑  参考：一説には都統。[19]
4. ↑  参考：『清史稿』が引用したと思われる『國朝耆獻類徵初編』[7]には「西安將軍」とあり、『清史稿』[20]はあえてそれを採用せず「安西將軍」としている。「西を安んずる将軍」と考えるのが妥当なため、ここでは『清史稿』に従う。
5. ↑  参考：『國朝耆獻類徵初編』[7]は「吳 之荗zhīshù」、『清史稿』[20]は「吳 之茂zhīmào」としている。人名に使われる字としては「茂」が普通のため、ここでは後者に従った。
6. ↑  参考：武爵としてのニルイ･ジャンギンと八旗武官としてのニルイ･ジャンギンがあり、二つは天聡8年から順治4年にかけて全く同じ呼称が用いられた。順治4年以降、武爵としてのニルイ･ジャンギンはバイタラブレ･ハファンに改称され、さらに後に騎都尉と改称される。一方の八旗武官のニルイ･ジャンギンは佐領と改称される。
7. ↑  参考：「 ᡬ」(g') は外来語 (主に漢語) を表記する際に使用される子音。また、満文原文「ᡬᠠᠩ ᠶᡠᠸᠠᠨ」(g'ang yuwan) は「剛g'ang」と「元yuwan」が切り離されているため、恐らくは満洲語名の漢語音写ではなく、そもそも漢語名。

## 文献

### 史書
- 愛新覚羅･弘昼, 西林覚羅･鄂尔泰, 富察･福敏, (舒穆祿氏)徐元夢『八旗滿洲氏族通譜』四庫全書, 1744 (漢文) ＊Harvard Univ. Lib.所蔵
- 『ᠵᠠᡴᡡᠨ ᡤᡡᠰᠠᡳ ᠮᠠᠨᠵᡠᠰᠠᡳ ᠮᡠᡴᡡᠨ ᡥᠠᠯᠠ ᠪᡝ ᡠᡥᡝᡵᡳ ᡝᠵᡝᡥᡝ ᠪᡳᡨᡥᡝ』(Jakūn gūsai Manjusai mukūn hala be uheri ejehe bithe：八旗滿洲氏族通譜) 四庫全書, 1745 (満文) ＊東京大学アジア研究図書館デジタルコレクション
- 李恒『國朝耆獻類徵初編』光緒16年 (1890) (漢) ＊明文書局
- 趙爾巽, 他100余名『清史稿』清史館, 民国17年(1928) (漢) ＊中華書局

### 論文
- 松浦茂「天命年間の世職制度について」『東洋史研究』第42巻第4号、東洋史研究會、1984年3月、671-695頁、CRID 1390009224834153344、doi:10.14989/153924、ISSN 0386-9059。 (＊世襲職と八旗武官の名称参考先として)

### 工具書
- 安双成『满汉大辞典』遼寧民族出版社, 1993 (中文) ＊モンゴル諸語と満洲文語の資料検索システム
- 胡增益 (主編)『新满汉大词典』新疆人民出版社, 1994 (中文) ＊モンゴル諸語と満洲文語の資料検索システム

### Web
- 栗林均「モンゴル諸語と満洲文語の資料検索システム」東北大学
- 「人名權威 人物傳記資料庫」中央研究院歴史語言研究所 (台湾)